# 퍼스 글로리 FC (여자)

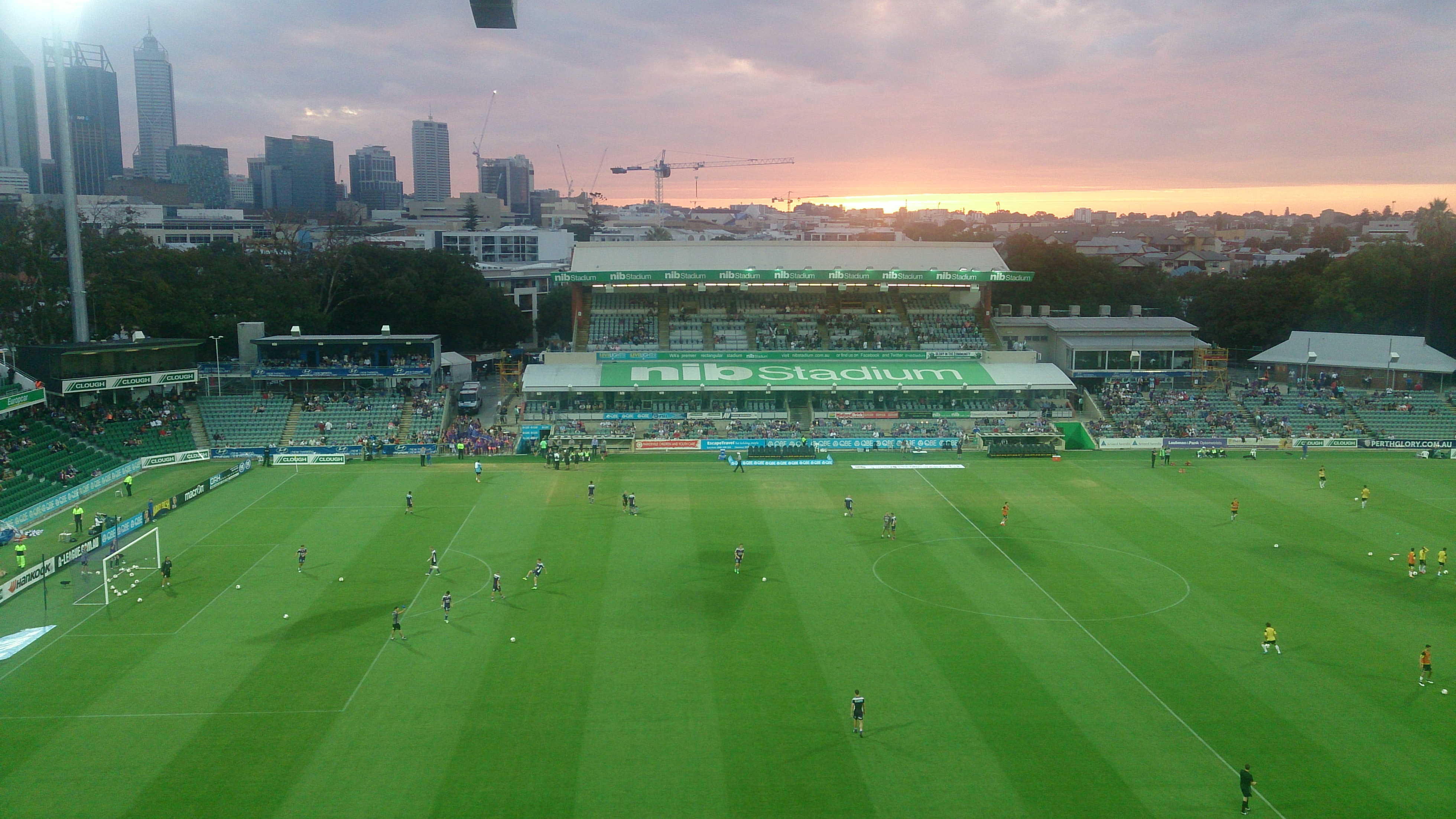

퍼스 글로리 FC (여자)(Perth Glory FC Women)는 A리그 위민에 소속된 오스트레일리아의 여자 프로축구단으로 웨스턴오스트레일리아주의 퍼스를 연고지로 한다.

## 선수 명단

### 역대 선수
- 리사 디 배나
- 샘 커

## 같이 보기
- 오스트레일리아 여자 축구 국가대표팀